# Von der Sowjetunion zurückgeführte antike Kunstschätze
Von der Sowjetunion zurückgeführte antike Kunstschätze ist der Titel zweier Briefmarkenserien, die in den Jahren 1958 und 1959 von der Deutschen Post der DDR ausgegeben wurden. Der DDR-Universalkatalog führt diese Marken unter dem Titel Rückgabe geretteter Kunstschätze durch die UdSSR und als Teil der Serie „Von der UdSSR zurückgeführte Gemälde der Dresdner Gemäldegalerie“. Hier wird die Darstellung des Michel-Katalogs verwendet.
Alle Marken haben eine einheitliche Darstellung mit einem Foto des Objekts und farbigem Rand. Bei den ersten beiden Marken war auch der Hintergrund des Fotos in der Randfarbe. Sie wurden von Klaus Wittkugel entworfen.

## Hintergrund
Der Ausgabegrund war die Rückgabe der als Beutekunst nach dem Zweiten Weltkrieg in die Sowjetunion gelangten Museumsstücke.

## Liste der Ausgaben und Motive
Legende
- Bild: Eine bearbeitete Abbildung der genannten Marke. Das Verhältnis der Größe der Briefmarken zueinander ist in diesem Artikel annähernd maßstabsgerecht dargestellt. Sollten keine Marken abgebildet sein, liegt es daran, dass das Urheberrecht des Künstlers noch nicht erloschen ist.
- Beschreibung: Eine Kurzbeschreibung des Motivs und/oder des Ausgabegrundes. Bei ausgegebenen Serien oder Blocks werden die zusammengehörigen Beschreibungen mit einer Markierung versehen eingerückt.
- Wert: Der Frankaturwert der einzelnen Marke in Pfennig. Ein „+“ bedeutet, dass es sich um eine Zuschlagsmarke handelt (= Frankaturwert + Spende).
- Ausgabedatum: Das Datum des erstmaligen Verkaufs dieser Briefmarke.
- Auflage: Soweit bekannt, wird hier die zum Verkauf angebotene Anzahl dieser Ausgabe angegeben.
- Entwurf: Soweit bekannt, wird hier angegeben, von wem der Entwurf dieser Marke stammt.
- Mi.-Nr.: Diese Briefmarke wird im Michel-Katalog unter der entsprechenden Nummer gelistet.

| Bild | Beschreibung | Wert | Ausgabe- datum    | Auflage   | Entwurf         | Mi.-Nr. |
| ---- | --- | ---- | ----------------- | --------- | --------------- | ------- |
|      | Von der Sowjetunion zurückgeführte antike Kunstschätze (I) - Mädchenkopf aus einem griechischen Grabrelief (5. Jh. v. Chr.) | 10   | 2. Dezember 1958  | 1.100.000 | Klaus Wittkugel | 667     |
|      | - Gigantenkopf aus dem Fries des Pergamonaltars (Berlin)                                                                    | 20   | 2. Dezember 1958  | 7.000.000 | Klaus Wittkugel | 668     |
|      | Von der Sowjetunion zurückgeführte antike Kunstschätze (II) - Kopf einer attischen Göttin (580 v. Chr.)                     | 5    | 29. Dezember 1959 | 5.000.000 | Klaus Wittkugel | 742     |
|      | - Prinzessinnenkopf aus Tell-el-Amarna (um 1360 v. Chr.)                                                                    | 10   | 29. Dezember 1959 | 8.000.000 | Klaus Wittkugel | 743     |
|      | - Bronzefigur aus Tobrak-Kale, Armenien (700 v. Chr.)                                                                       | 20   | 29. Dezember 1959 | 8.000.000 | Klaus Wittkugel | 744     |
|      | - Zeusaltar Pergamon (185 bis 160 v. Chr.)                                                                                  | 25   | 29. Dezember 1959 | 1.100.000 | Klaus Wittkugel | 745     |